# 拉亞松森
拉亞松森是委內瑞拉的城鎮，也是新埃斯帕塔州的首府，位於該國北部瑪格麗塔島，距離波拉馬爾39公里，始建於1565年，海拔高度67米，2009年人口約28,500。
11°01′39″N 63°51′46″W / 11.02750°N 63.86278°W